# Bife a cavalo

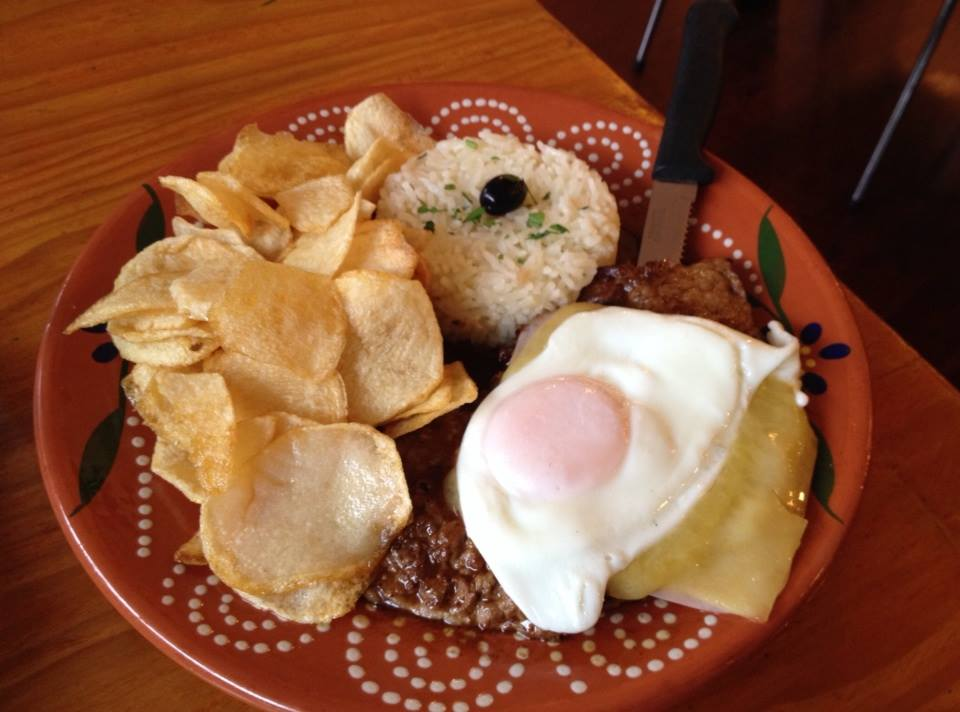
Bife a Cavalo

Bife a cavalo  é um prato da culinária portuguesa e brasileira, composto basicamente por um bife, com um ovo em cima, tipicamente acompanhado de batatas fritas e, por vezes, de salada.

## Origem
O bife a cavalo é uma receita de origem europeia, crê-se da Inglaterra. Na França ficou conhecido como bifteck à cheval ou œuf à cheval (ovo a cavalo), consistindo em bife de carne grelhado, sendo colocados por cima ovos fritos. Pela sua aparência lembravam as selas de montaria. Chegou ao Brasil com os portugueses, sob a influência do nome francês.
Em Portugal há variantes do bife a cavalo como bife à portuguesa com ovo, o bitoque, e o Prego (culinária),  bife no prego, ou  prego no pão com mostarda. Não há consenso, sendo que uns defendem que prego e bitoque são a mesma receita (uma com, outra sem pão), outros crêem ser duas nuances culinárias com bife. O bitoque cujo nome se supõe derive do inglês beef-steak, além da preparação com  vinho; é também marinado em cerveja o que lhe dá um sabor único.
Na Argentina é conhecido como bife a caballo e na Colômbia como bistec a caballo.
O cronista Luiz Edmundo, ao se referir aos restaurantes e casas de pasto da cidade do Rio de Janeiro, na passagem do século XIX, e primeiras décadas do século XX, diz que:
| “ | É uma gíria de restaurante que ainda não se perdeu de todo. Chama-se, ainda hoje, ao bacalhau, espinha, e chinês, ao arroz. Um bife com ovo em cima, é um 'bife com um ovo-a-cavalo' (essa expressão de gíria passou aos restaurantes de certa categoria, e também ficou) | ” |

## Outros pratos com bife
Da culinária brasileira e internacional:
- Bife enrolado
- Bife à parmegiana
- Bife à milanesa
- Bife ao molho madeira